# Wakułowicze
Wakułowicze [vakuwɔˈvʲit͡ʂɛ] (en ukrainien: Вакуловичі, Vakulovychi) est un village polonais de la gmina de Nurzec-Stacja dans le powiat de Siemiatycze et dans la voïvodie de Podlachie. Il se situe à environ 8  kilomètres au sud-ouest de Nurzec-Stacja, à 9 kilomètres à l'est de Siemiatycze et à 78 kilomètres au sud de Białystok. 
Le village compte approximativement 20 habitants.